# Ornithogalum samariae
Ornithogalum samariae är en sparrisväxtart som beskrevs av Constantine Zahariadi. Ornithogalum samariae ingår i släktet stjärnlökar, och familjen sparrisväxter.
Artens utbredningsområde är Israel. Inga underarter finns listade i Catalogue of Life.